# Physoconops analis
Physoconops analis är en tvåvingeart som först beskrevs av Fabricius 1805.  Physoconops analis ingår i släktet Physoconops och familjen stekelflugor. Inga underarter finns listade i Catalogue of Life.